# Nationaal park Măcin
Het Nationaal park Măcin (Roemeens: Parcul Național Munții Măcinului) is een nationaal park in het zuidoosten van Roemenië. Het omvat het zeer oude Măcingebergte, dat tot 467 meter hoogte reikt.
Het gebied heeft een gematigd landklimaat met hete, droge zomers, lange, droge herfsten en koude winters, eveneens met weinig neerslag. Het gebied heeft een zeer gevarieerde flora met ruim 1770 soorten, de helft van het aantal dat in Roemenië voorkomt. Zevenentwintig soorten zijn endemisch.
In het nationale park leven 47 soorten zoogdieren en 181 soorten vogels, elf soorten reptielen en 7 soorten amfibieën. Zeldzame soorten die in het gebied voorkomen zijn de endemische nachtvlinder Polia cherrug, de vierstreepslang, de addersoort Vipera ammodytes montandoni, de sakervalk, de arendbuizerd, de rouwmees, de bijeneter en de rode rotslijster. De Oenanthe isabelina heeft hier zijn meest westelijke verbreiding.